# Patrik Andersson
Patrik Jonas Andersson (Bjärred, Suecia, 18 de agosto de 1971) es un exfutbolista sueco que jugó en la posición de defensa central. Ha sido nominado en dos ocasiones como mejor jugador de fútbol sueco, en 1995 y 2001 después de ganar la Liga de Campeones de la UEFA con el FC Bayern Múnich.
Andersson ha jugado 96 partidos con la selección sueca, anotando 3 goles. Fue tercero con su combinado en la Copa Mundial de Fútbol de 1994 y alcanzó las semifinales en la Eurocopa de fútbol 1992. También participó en 
la Eurocopa de fútbol 2000, en el Mundial de 2002 y en los Juegos Olímpicos de Barcelona 1992.

## Clubes
| Club                     | País       | Año       | Partidos | Goles |
| Malmö FF                 | Suecia     | 1989-1992 | 90       | 11    |
| Blackburn Rovers         | Inglaterra | 1992-1993 | 12       | 0     |
| Borussia Mönchengladbach | Alemania   | 1993-1999 | 154      | 10    |
| FC Bayern Múnich         | Alemania   | 1999-2001 | 37       | 1     |
| FC Barcelona             | España     | 2001-2004 | 19       | 0     |
| Malmö FF                 | Suecia     | 2004-2005 | 19       | 1     |

## Títulos

### Campeonatos nacionales
| Título          | Club                     | País     | Año     |
| --------------- | ------------------------ | -------- | ------- |
| DFB-Pokal       | Borussia Mönchengladbach | Alemania | 1995    |
| Copa de la Liga | Bayern de Múnich         | Alemania | 1999    |
| Bundesliga      | Bayern de Múnich         | Alemania | 1999-00 |
| DFB-Pokal       | Bayern de Múnich         | Alemania | 2000    |
| Copa de la Liga | Bayern de Múnich         | Alemania | 2000    |
| Bundesliga      | Bayern de Múnich         | Alemania | 2000-01 |
| Allsvenskan     | Malmö FF                 | Suecia   | 2004    |

#### Campeonatos internacionales
| Título            | Equipo           | Sede  | Año  |
| ----------------- | ---------------- | ----- | ---- |
| Liga de Campeones | Bayern de Múnich | Milán | 2001 |

- Datos: Q312089
- Multimedia: Patrik Andersson / Q312089